# الاتفاقية التكميلية لإبطال الرق
الاتفاقية التكميلية لإبطال الرق واسمها الرسمي الكامل هو الاتفاقية التكميلية لإبطال الرق وتجارة الرقيق والأعراف والممارسات الشبيهة بالرق هي معاهدة تابعة للأمم المتحدة سنة 1956 التي تبني على اتفاقية الرق 1926 التي لا تزال سارية المفعول والتي اقترحت لتأمين إلغاء الرق وتجارة الرقيق واتفاقية العمل الجبري لعام 1930 التي حظرت العمل القسري أو الإجباري عن طريق حظر عبودية الدين والقنانة وزواج الأطفال وزواج الذل وعبودية الأطفال.